# Шевченковское (Васильковский район)
Шевченковское (укр. Шевченківське) — село,
Письменский поселковый совет,
Васильковский район,
Днепропетровская область,
Украина.
Код КОАТУУ — 1220755412. Население по переписи 2001 года составляло 38 человек.

## Географическое положение
Село Шевченковское находится на расстоянии в 0,5 км от сёл Зелёный Гай и Лубянцы.